# 덕선천
덕선천(德仙川)은 부산광역시의 하천으로, 부산광역시 기장군 장안읍의 장안 나들목 부근에서 발원하여 남동류하다가, 기장군 장안읍의 좌천역 부근에서 좌광천으로 흘러든다.